# Saint-Michel-de-Lanès
Saint-Michel-de-Lanès település Franciaországban, Aude megyében. Lakosainak száma 487 fő (2022. január 1.). Saint-Michel-de-Lanès Belflou, Gourvieille, Marquein, Salles-sur-l’Hers, Avignonet-Lauragais, Beauteville, Caignac és Lagarde községekkel határos.

## Népesség
A település népessége az elmúlt években az alábbi módon változott:
| Lakosok száma | 302  | 228  | 232  | 329  | 410  | 466  | 464  | 475  | 481  | 487  |
|               | 1968 | 1982 | 1990 | 2006 | 2013 | 2015 | 2017 | 2019 | 2020 | 2022 |